# Ivy Nile
Emily Andzulis, meglio conosciuta come Ivy Nile (Knoxville, 26 febbraio 1992), è una wrestler statunitense sotto contratto con la WWE.

## Carriera nel wrestling

### WWE (2020–presente)

#### NXT(2020–2023)
Il 13 gennaio 2020 venne annunciato che Andzulis aveva firmato con la WWE, venendo mandata al WWE Performance Center per allenarsi; in origine era stata allenata da Glenn Jacobs e Tom Prichard.
Fece il suo debutto come sé stessa ad NXT nella puntata del 23 settembre partecipando ad una battle royal per determinare la nuova sfidante all'NXT Women's Championship che però venne vinta da Candice LeRae. Tornò dopo una lunga assenza come "Ivy Nile" nella puntata di NXT 2.0 del 21 ottobre 2021 come membro della Diamond Mine. Si alleò poi con Tatum Paxley, e le due parteciparono ad Dusty Rhodes Tag Team Classic femminile nel 2022 ma, nella puntata di NXT 2.0 del 22 febbraio, vennero eliminate al primo turno da Kayden Carter e Kacy Catanzaro. In seguito, Nile e Paxley si separarono dopo che quest'ultima l'aveva tradita; la loro rivalità si concluse nella puntata di NXT 2.0 del 4 aprile, quando Nile sconfisse Paxley.

#### Raw(2023–presente)
Il 6 novembre Nile e i Creed Brothers passarono ufficialmente al roster di Raw; Nile debuttò nella stessa puntata partecipando ad una battle royal per determinare la sfidante di Rhea Ripley per il Women's World Championship a Survivor Series WarGames ma venne eliminata da Nia Jax. Dopo che i Creed Brothers e Nile sembrarono essersi alleati con l'Alpha Academy, nella puntata di Raw del 20 novembre Nile e Maxxine Dupri parteciparono ad un fatal four-way tag team match insieme a Natalya e Tegan Nox, Kayden Carter e Katana Chance e Candice LeRae e Indi Hartwell per determinare le sfidanti al Women's Tag Team Championship di Chelsea Green e Piper Niven ma il match venne vinto da Natalya e Nox.
Nella puntata speciale Raw Day 1 del 1º gennaio affrontò poi Rhea Ripley per il Women's World Championship ma venne sconfitta. Il 27 gennaio, a Royal Rumble, partecipò all'omonimo incontro entrando col numero 8 ma venne eliminata da Nia Jax.
Nella puntata del 2 giugno di Raw, Nile perse un triple threat match con in palio un posto nel Money in the Bank Ladder match, vinto da Stephanie Vaquer.

## Personaggio

### Mosse finali
- Diamond Chain Lock/Jaws of the Pitbull (Dragon sleeper)[12]
- Pitbull (Diving bulldog)[12]
- Torture rack[12]